# USS Salem (CA-139)
El USS Salem (CA-139) es un crucero pesado de la clase Des Moines, que perteneció a la Armada de los Estados Unidos. El último crucero pesado armado solo con artillería en entrar en servicio, actualmente está abierto al público como buque museo en Quincy (Massachusetts).

## Construcción y pruebas de mar
Fue puesto en grada el 4 de julio de 1945 por los astilleros Bethlehem Steel Co.'s Fore River Shipyard, de Quincy (Massachusetts), botado el 25 de marzo de 1947 amadrinado por la señorita Mary G. Coffey; y asignado el 14 de mayo de 1949, bajo el mando del capitán J. C. Daniel. Su batería principal, fue la primera de 203 mm automática en usar munición en lugar de proyectil y bolsas de propelente.
Tras visitar Salem (Massachusetts) el 4 de julio de 1949, el Salem pasó los 3 meses siguientes realizando sus pruebas de mar en aguas de la bahía de Guantánamo, Cuba, entre julio y octubre de 1949, seguido de unas reparaciones posteriores en el astillero naval de Boston. Posteriormente, realizó dos travesías hasta Guantánamo en noviembre y diciembre de 1949, y participó en maniobras con la flota del Atlántico a comienzos de 1950.

## Servicio naval
El USS Salem partió de la costa este el 3 de mayo de 1950; y el 17 de mayo, relevó al USS Newport News como buque insignia de la Sexta flota en el Mediterráneo. Durante el que fue el primero de sus siete despliegues como insignia de la flota del mediterráneo, El USS Salem visitó puestos de Malta, Italia, Francia, Grecia, Turquía, Líbano, y Argelia, y participó en ejercicios de entrenamiento. El 22 de septiembre, fue relevado por el Newport News y retornó a los Estados Unidos.
Tras tres semanas en Boston, el USS Salem se unió a la Flota del Atlántico para realizar unas maniobras; el 3 de enero, navegó durante 6 semanas en unos entrenamientos intensivos de tiro en Guantánamo. Completó su entrenamiento en Bermuda; y el 20 de marzo, puso rumbo al Mediterráneo para relevar al Newport News como insignia de la sexta flota. El 19 de septiembre, fue relevado por el Des Moines y retornó a los Estados Unidos durante cuatro meses para realizar tareas de mantenimiento en Boston.
El USS Salem zarpó el 1 de febrero de 1952 para realizar un entrenamiento tras el periodo de inactividad en Guantánamo tras lo cual, retornó a Boston el 29 de marzo para realizar reparaciones menores. El 19 de abril, zarpó para dar relevo en el Mediterráneo como insignia de la sexta flota al Newport News en Argel el 28 de abril. Junto a los ejercicios normales, el USS Salem participó en el ejercicio Beehive II, en el que participaron unidades de las Armadas de Estados Unidos, Reino Unido, Italia, Francia, y Grecia. Fue relevado de nuevo por el Des Moines el 29 de septiembre y arribó a Boston el 9 de octubre.
Tras cuatro meses operando localmente, el USS Salem puso rumbo a Guantánamo el 24 de enero de 1953 para entrenamientos. Retornó a Boston el 27 de febrero, Puso rumbo al Mediterráneo el 17 de abril donde nuevamente, relevó al Newport News como buque insignia. Su cuarto despliegue estuvo marcado por el ejercicio Weldfest y por su despliegue en ayuda humanitaria tras el terremoto que devastó las islas Jónicas. El USS Salem fue el primer buque estadounidense en llegar al lugar, proporcionó suministros y asistencia desde el 13 de agosto, hasta agotar sus suministros cuatro días después. Fue relevado por el Des Moines como buque insignia el 9 de octubre, y retornó a Boston el 24 de octubre para entrar posteriormnte en astilleros para realizar tareas de mantenimiento.
El 6 de febrero de 1954, el USS Salem navegó de nuevo hasta Guantánamo y retornó el 7 de abril tras realizar un entrenamiento de puesta a punto. Zarpó de Boston el 30 de abril; y arribó al Mediterráneo el 12 de mayo, para asumir de nuevo el rol de buque insignia de la sexta flota, relevando al Des Moines en Lisboa el 22 de septiembre, retornó a Boston el 29 de septiembre. En octubre y noviembre de 1954, participó en unas maniobras con la flota del Atlántico.
Entre le 19 de enero y el 22 de febrero de 1955, el USS Salem realizó su crucero anual de entrenamiento a la bahía de Guantánamo. Tras dos semanas como crucero de entrenamiento en reserva, zarpó con rumbo al Mediterráneo el 2 de mayo y relevó al Newport News el 19 de mayo. Durante el que fue su sexto despliegue como insignia de la sexta flota, participó en ejercicios de la OTAN, y en un ejercicio naval franco-estadounidense con el secretario de la Armada Thomas S. Gates embarcado como observador. El USS Salem partió de Barcelona el 23 de septiembre y arribó a Boston el 2 de octubre de 1955 para un periodo de cuatro meses de tareas de mantenimiento.
El crucero, zarpó de Boston el 16 de febrero de 1956 para realizar un entrenamiento en  Guantánamo como preparación para un crucero de 20 meses como buque insignia del comandante de la sexta flota, con base en el puerto de Villefranche-sur-Mer. Retornó a Boston el 5 de abril y zarpó para el Mediterráneo el 1 de mayo. Mientras estaba navegando, se inició la Crisis de Suez, por lo cual, puso rumbo a Rodas en el Mediterráneo donde se unió a la flota el 14 de mayo para asumir sus tareas como buque insignia. Se mantuvo en el Mediterráneo oriental hasta mediados de junio, y retornó el 30 de octubre, cuando cesaron las hostilidades. Entre abril y agosto de 1957, con su presencia en el Mediterráneo oriental, mostró el apoyo del gobierno de los Estados Unidos al gobierno de Jordania, amenazado por actos subversivos. El crucero, dejó el Mediterráneo el 26 de junio de 1958, y arribó a la estación naval de Norfolk (Virginia) el 4 de julio.

## Usos posteriores

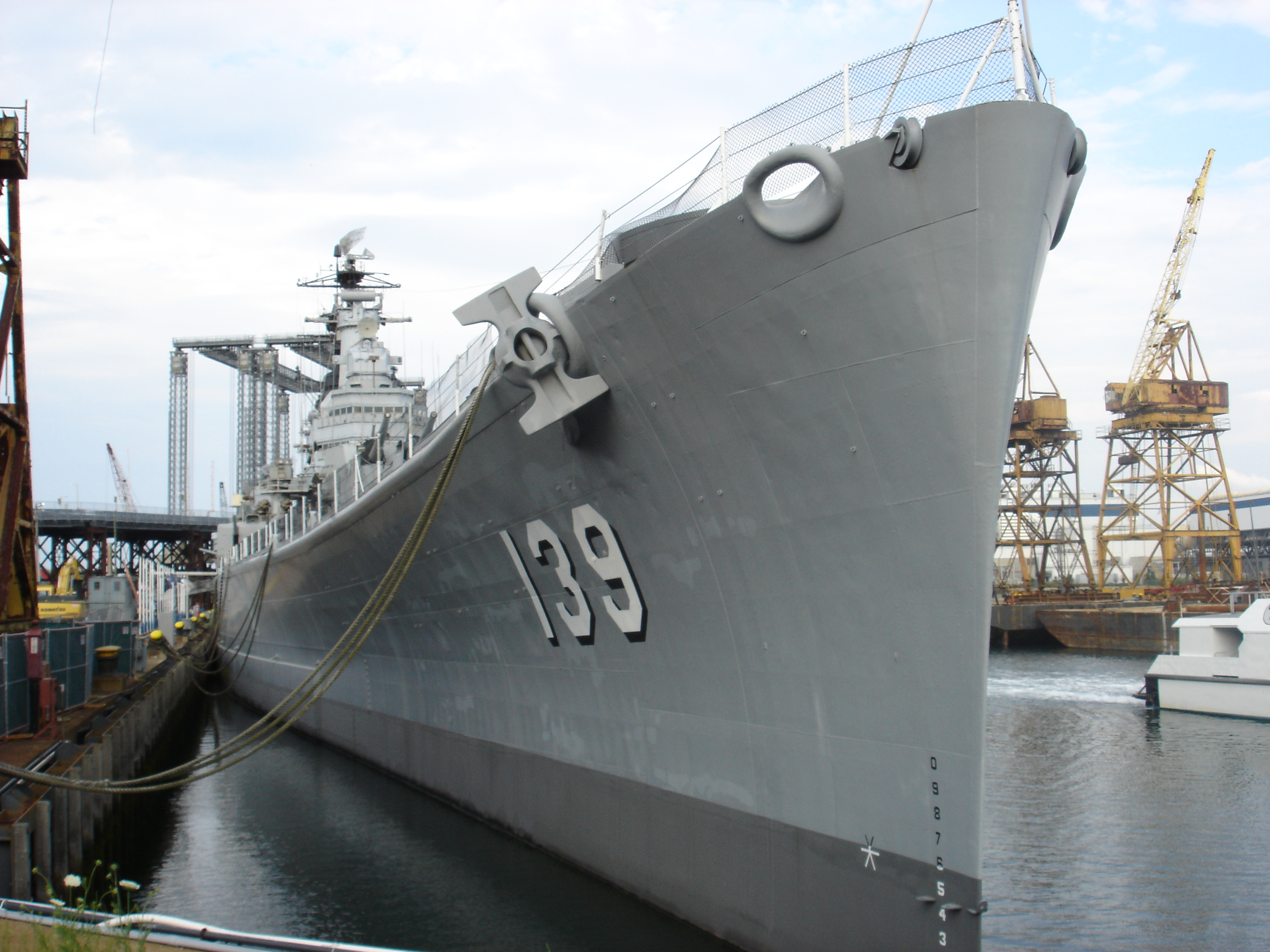
El USS Salem/Museo Naval de los Estados Unidos en su localización permanente en Quincy, MA.

El USS Salem también fue utilizado para representar al acorazado de bolsillo alemán Admiral Graf Spee en la película de 1956 La batalla del Río de la Plata, aunque el buque alemán tenía una sola torre triple a proa, mientras que el Salem tenía a proa dos torres triples. El número de casco del Salem, el 139, es claramente visible en algunas imágenes. En la película, esto fue explicado con el hecho histórico del intento de camuflaje del "Graf Spee" para representar buques de armadas extranjeras.
Se programó la desactivación del USS Salem tras su retorno del Mediterráneo, pero la petición de ayuda del Líbano el 15 de agosto de 1958 para evitar un golpe de Estado, aplazó brevemente la retirada del crucero. El Salem relevó al USS Northampton (CLC-1) el 11 de agosto como buque insignia de la segunda flota de los Estados Unidos y el 2 de septiembre, partió de Norfolk, visitó la Bahía Augusta y Barcelona durante un crucero de diez días en el Mediterráneo, y retornó a Norfolk el 30 de septiembre. Entró en el astillero naval de Norfolk el 7 de octubre para su desactivación, desembarcó el mando de la segunda flota el 25 de octubre, y fue dado de baja el 30 de enero de 1959, quedando asignado a la flota de reserva en Filadelfia.

## Buque museo
En octubre de 1994, el Salem retornó a su lugar de nacimiento en Quincy (Massachusetts), para convertirse en buque museo como parte del Museo Naval de los Estados Unidos. El USS Salem también alberga el museo del USS Newport News, el US Navy Cruiser Sailors Association Museum, y la sala de exhibiciones US Navy Seals. Se pretendió que el buque, apareciera como embrujado en una película de Los Cazafantasmas.

## Galería

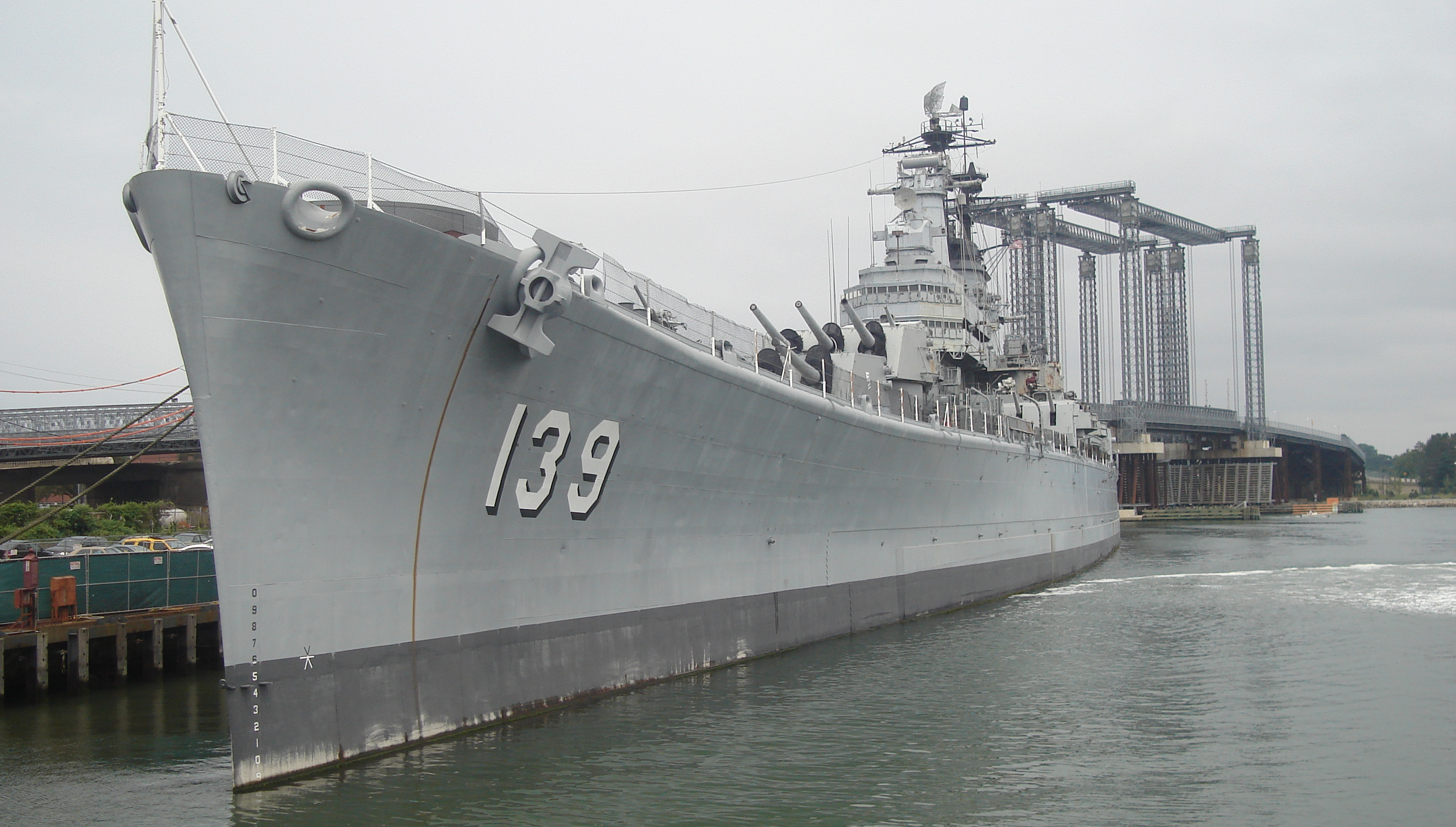
El USS Salem en su antigua ubicación en Quincy, Massachusetts
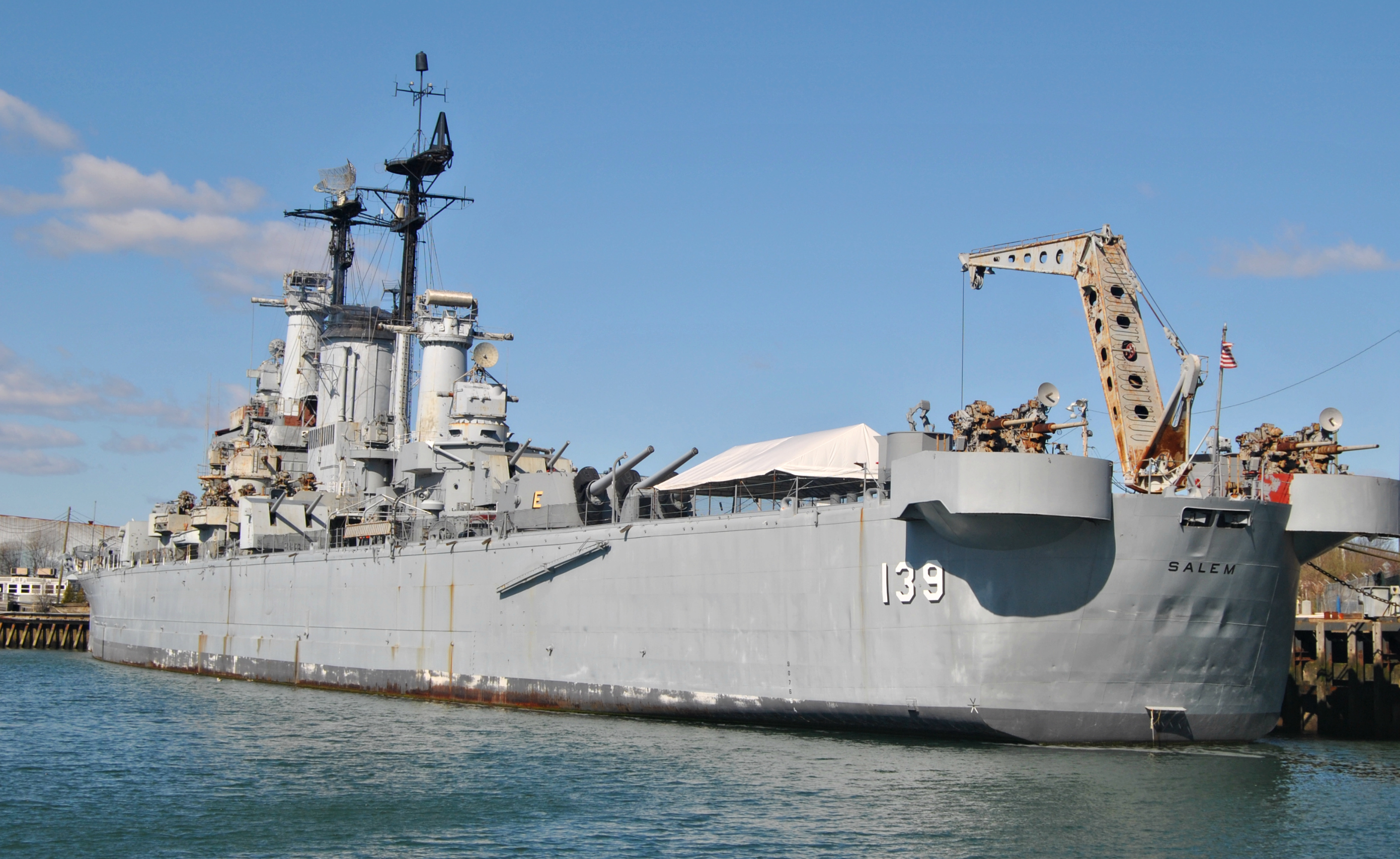
Vista de popa
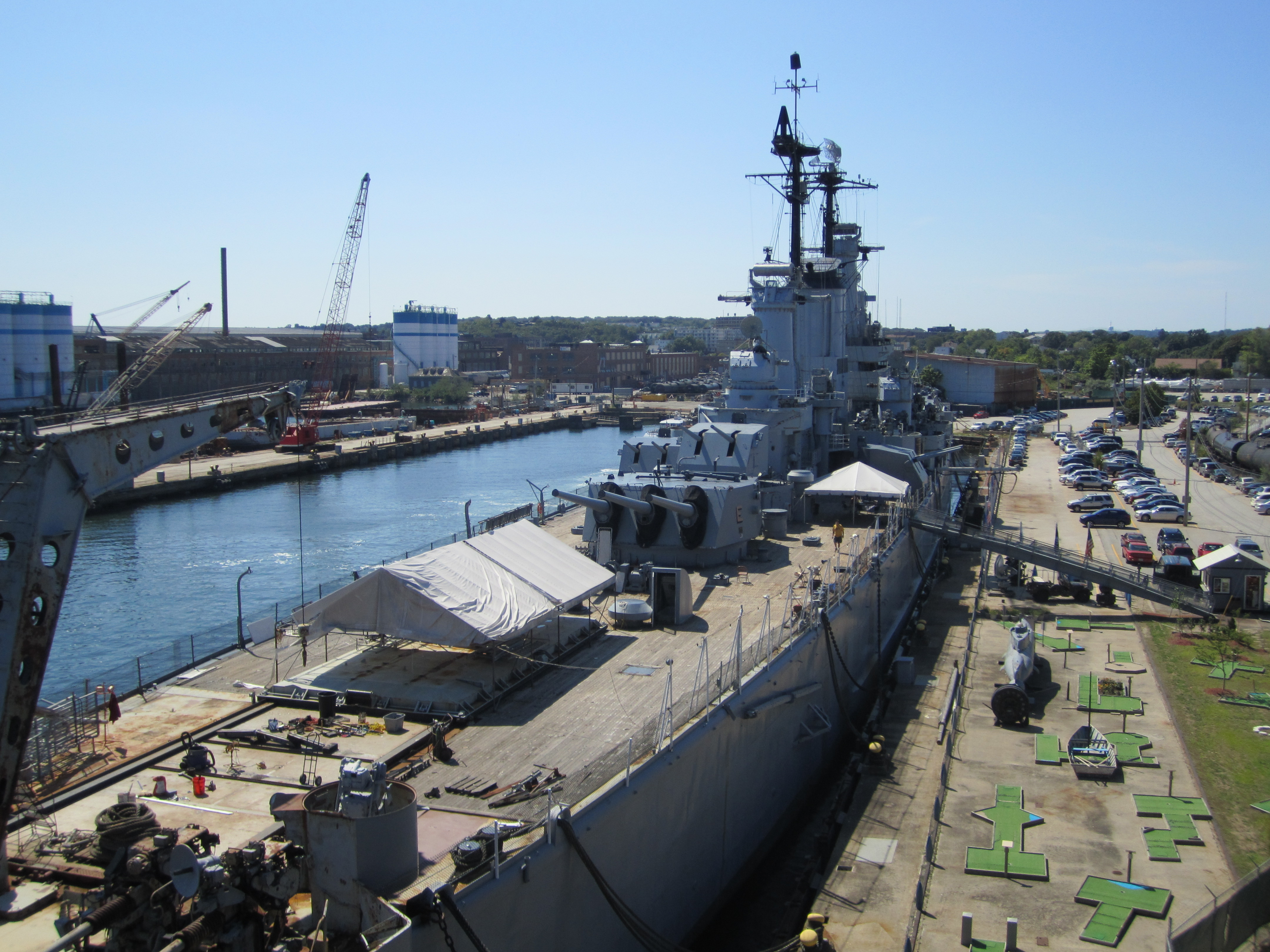
Vista aérea
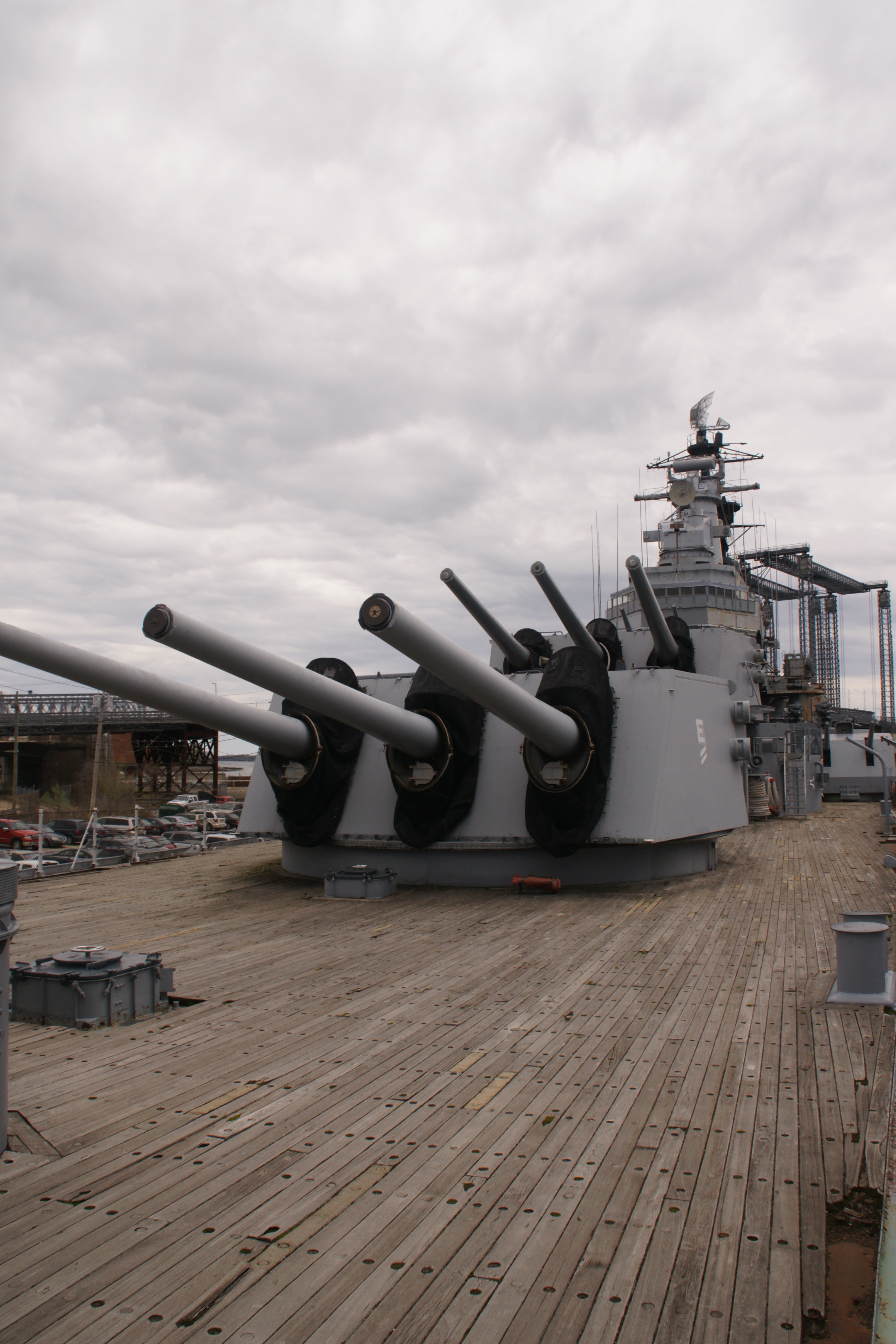
De proa a babor mirando a popa
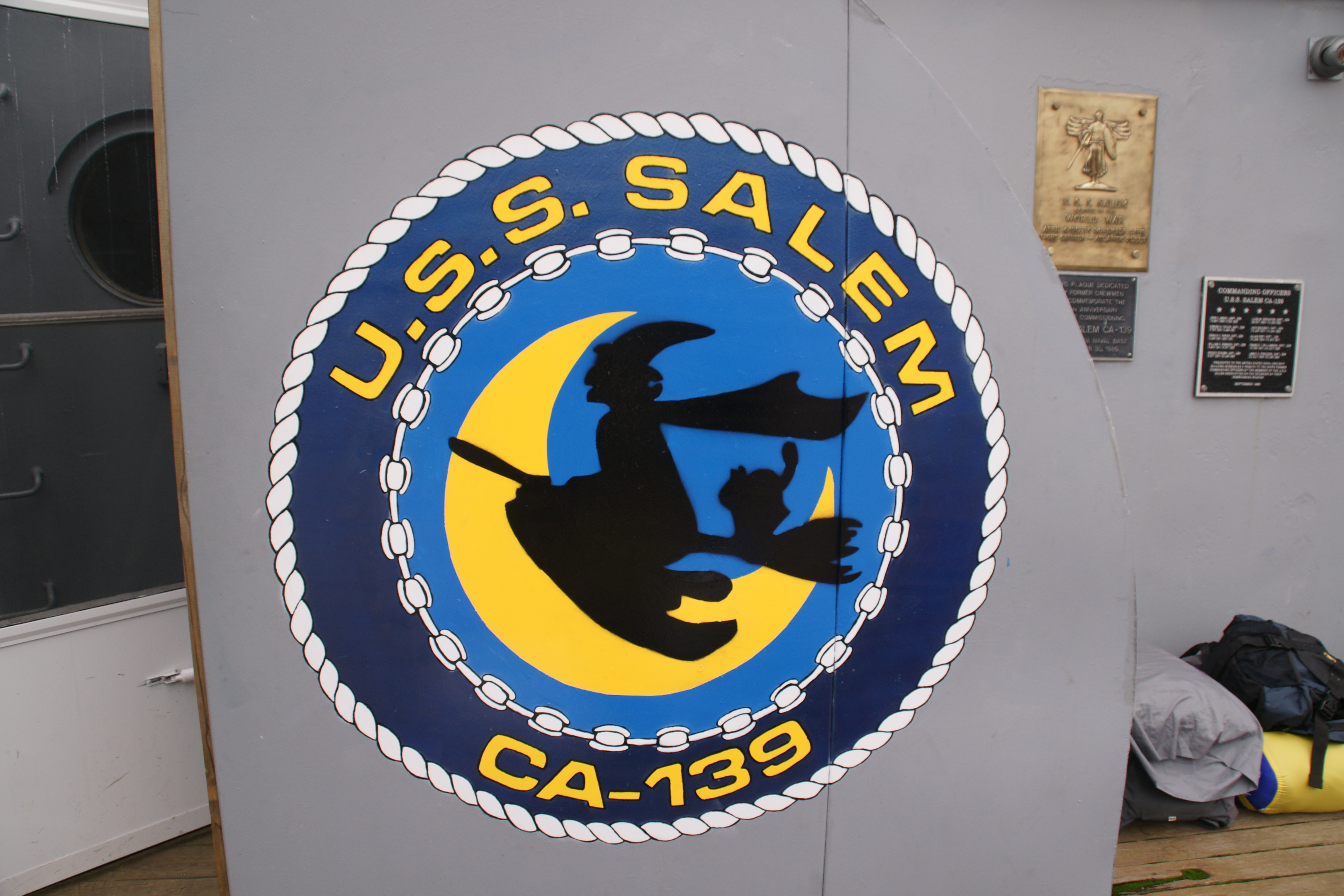
Sello